# Satansarı, Ortaköy
Satansarı là một xã thuộc huyện Ortaköy, tỉnh Aksaray, Thổ Nhĩ Kỳ. Dân số thời điểm năm 2010 là 528 người.